# 肇庆铁路学校
肇庆市铁路学校，原名肇庆市铁路中学（肇庆市铁路小学），位于肇庆站西侧。始建于1988年9月，为广东省三茂铁路总公司直属子弟学校。原只有小学部，1992年又创建中学部（初中三年制），与小学部实行“一套班子、两套人马”的办学体制。2004年归肇庆市端州区教育局管辖，更名为肇庆市铁路学校，为全日制九年一贯制义务教育学校。该校是端州区一级学校。

学校占地20267平⽅⽶，建筑⾯积6736平⽅⽶。现有18个教学班，分中学部和⼩学部，在校⽣921多名，教职⼯51名。学校座落于肇庆市城北巍峨的北岭⼭下铁路⽣活区，是⼀所区⼀级学校。学校拥有三栋教学楼，教育教学设备完善，18个课室均配备有多媒体教学平台。